# Гермий Александрийский
Ге́рмий Алекса́ндрийский (др.-греч. Ἑρμεῖας ὁ Ἀλεξάνδρειος; 410—450), античный философ-неоплатоник, представитель Александрийской школы неоплатонизма, ученик Сириана Александрийского.
Учение Гермия представлено в единственном сохранившемся комментарии к «Федру» Платона (который, по-видимому, представляет собой переработанную запись лекций Сириана). Учение о первой неоплатонической ипостаси, Едином у Гермия представлено слабо, однако имеется примечательное учение о восхождении к первоединому, о соответствующем энтузиазме и мании.
В своем понимании второй неоплатонической ипостаси, Нуса, Гермий разрабатывает тройное ноуменальное деление: ум предметный, ум умственно-деятельный, ум демиургический (сверхмировой).
В отношении внутримирового строения, у Гермия, как и у афинских неоплатоников, также представлено учение об ангелах, демонах и героях. Как и у Прокла, душа у Гермия также имеет своё собственное светоносное тело. У Гермия представлена концепция пневматического тела, отличного и от физического тела, и от светового (или идеального) тела души.
Гермий следует учению о фантазии, которое понимает под фантазией не обычные пассивно-отобразительные процессы (как почти повсюду в античности), но такое срединное состояние психики, в котором мыслимое и чувственное слито в одно нераздельное целое, и это целое уже обладает самостоятельной активностью.